# Crna zora (strip)
Crna zora (strip) je epizoda Dilan Doga objavljena u Srbiji u svesci #192. u izdanju Veselog četvrtka. Na kioscima se pojavila 27. oktobra 2022. Koštala je 350 din (2,9 €; 3,36 $). Imala je 94 strane.

## Originalna epizoda
Originalna epizoda pod nazivom Alba nera objavljena je premijerno u #401. regularne edicije Dilana Doga u Italiji u izdanju Bonelija. Izašla je 30. januara 2020. Koštala je 4,4 €. Scenario je napisao Roberto Rekioni, nacrtao Korado Roi, a naslovnu stranu nacrtao Điđi Kavenađo.

## Kratak sadržaj
Prolog. Dilan u prodavnici Safara (vidi ep. Safara) kupuje polovnu flautu. Prodavcu Hamlinu kaže da tek počinje profesionalnu karijeru privatnog istraživača/detektiva noćnih mora.
Glavna priča: Silvija Brauning, koja je prethodno ubila muža makazama da bi se od njega odbranila, dolazi kod Dilana i traži pomoć. Ona sumnja da je muž već bio mrtav kada ju je napao, što Dilana navodi da zaključi da se radi o napadu zombija. Da bi to proverili, Dilan, Sibili i njegov pomoćnik Njagi, kreću u mrtvačnicu da pronađu muževljevo telo. Isti slučaj u policijskoj stanici istražuju inspektor Blok, Karpenter i Ranija Rakim. (Saznajemo da su Karpenter i Ranija venčani, a da je Dilan bivši Ranijin muž.) Oni stižu u mrtvačnicu malo posle Dilana gde se svi zajedno sreću. U mrtvačnici ih napadaju zombiji. Karpenter i Ranija ne znaju kako da se od njih odbrane, sve dok im Dilan ne objasni da je jedini način da se zombi ubije da mu se puca u mozak. U mrtvačnicu tokom noći stiže i dr. Ksarabas, koji prosipa benzin i zapali je. Dilan i ostali uspevaju da se spasu u poslednji čas. Karpenter stavlja Dilana u pritvor. U posetu mu dolazi insp. Blok, gde saznajemo da je Dilan Blokov sin.

## Dilan Dog 666 - Početak post-meteorskog ciklusa
Ovom sveskom  zvanično počinje post-meteorski ciklus i reset serijala. U narednih šest epizoda serijala vodi se pod nazivom Dilan Dog 666. Za tih prih šest epzioda karakteristični je da su prerađene epizode previh šest epizoda koje su objavljene 1986. godine. Ova epizoda predstavlja preradu 1. epizode Doktor Ksabaras.

## Lik Dilana Doga
Iako je ovo bio Dilan iz drugog univerzuma, neke karakterne crte ličnosti ostale su iste. Kako objašnjava Rekioni: "Ne mislim da sam izokrenuo Dilana, naprotiv. Ova "Godina jedan" Ciklusa 666 je naglašavanje ključnih elemenata Dilana, jer u ovim brojevima vidimo da se oni vraćaju na svoje mesto. Po mom mišljenju, elementi koji karakterišu Dilana su uvek isti: empatija, romantizam, sposobnost da se projekuje na drugačije "čudovište" i zauzme njihovu stranu, te na kraju sumnja, tj. ono što čini Dylanove priče nepredvidljivim i razlikuje ih od Texa. Dylan nije lik pun uverenja, ne nosi uvek istinu u džepu, nije uvek sposoban razlikovati dobre od loših ljudi, dovodi u pitanje ne samo sve oko sebe, nego i sebe samog."

## Gnjagi umesto Gruča
U narednih šest epsizoda Dilan ima novog asistenta, Gnagija. Gručoova zamena je lik rođen u romanu Ticijana Sklavija pod naslovom Delamorte dellamore, iz kojeg je 1994. snimljen film u režiji Mišela Soavija. Veza između Dilana Doga i Frančeska Delamortea je složena. Roman je nastao nekoliko godina pre rođenja Dilan Doga, ali je rukopis izgubljen i roman u početku nije bio objavljen. Frančesko Delamorte, koji radi kao čuvar groblja i ima različite zajedničke karakteristike sa Dilanom, evidentno je poslužio kao inspiracija za Dilana u ovih šest epizode.  Plakat tog filma poslužio je kao inspiracija za korice naredne epizode - Crveni sumrak.)

## Inspiracija filmom
U epizodi se pominje režisera Džordža A. Romera, čiji su filmovi bili inpiracija za prve epizode Dilana Doga, te film Unbreakable Najta Šajmalana.

## Premijerno izdanje ove epizode
Veseli četvrtak je već ranije (7. jula 2022) objavio ovu epizodu kao kolekcionarsko izdanje u boji na A4 formatu pod nazivom Dilan Dog 666 (Prvi tom i Drugi tom).

## Prethodna i naredna epizoda
Prethodna sveska nosila je naslov A danas, Apokalipsa! (#191), a naredna Crveni sumrak (#193).

## Napomene
1. ↑  Spisak svih epizoda Dilan Doga objavljen u Srbiji i bivšoj Jugoslaviji može se pogledati ovde.